# Drepanosticta vietnamica
Drepanosticta vietnamica är en trollsländeart som beskrevs av Syoziro Asahina 1997. Drepanosticta vietnamica ingår i släktet Drepanosticta och familjen Platystictidae. IUCN kategoriserar arten globalt som otillräckligt studerad. Inga underarter finns listade i Catalogue of Life.